# Grammy Award for Best Contemporary (R&R) Performance
Der Grammy Award in the Best Contemporary (R&R) Performance, auf Deutsch „Grammy-Auszeichnung für die beste zeitgenössische (Rock & Roll) Darbietung“, ist ein Musikpreis, der von 1966 bis 1968 von der amerikanischen Recording Academy im Bereich der Popmusik verliehen wurde.

## Geschichte und Hintergrund
Die seit 1959 verliehenen Grammy Awards werden jährlich in zahlreichen Kategorien von der Recording Academy in den Vereinigten Staaten vergeben, um künstlerische Leistung, technische Kompetenz und hervorragende Gesamtleistung ohne Rücksicht auf die Album-Verkäufe oder Chart-Position zu würdigen.
Eine dieser Kategorien ist der Grammy Award for Best Contemporary (R&R) Performance. Der Preis wurde von 1966 bis 1968 an weibliche und männliche Solisten sowie Duos/Gruppen aus dem Bereich der zeitgenössischen Rockmusik vergeben. Daneben gab es für Popmusik je eigene Kategorien.

## Gewinner und Nominierte
| Jahr | Gewinner                                                            | Nationalität                                                    | Werk                                                            | Nominierte | Bild des/der Gewinner(s) |
| 1968 | Best Contemporary Female Solo Vocal Performance                     | Best Contemporary Female Solo Vocal Performance                 | Best Contemporary Female Solo Vocal Performance                 | Best Contemporary Female Solo Vocal Performance |                          |
| ---- | ------------------------------------------------------------------- | --------------------------------------------------------------- | --------------------------------------------------------------- | --- | ------------------------ |
| 1968 | Bobbie Gentry                                                       | Vereinigte Staaten                                              | Ode to Billie Joe                                               | - Don’t Sleep in the Subway – Petula Clark - I Say a Little Prayer – Dionne Warwick - It Must Be Him – Vikki Carr - (You Make Me Feel Like) A Natural Woman – Aretha Franklin |                          |
| 1968 | Best Contemporary Male Solo Vocal Performance                       |                                                                 |                                                                 | |                          |
| 1968 | Glen Campbell                                                       | Vereinigte Staaten                                              | By the Time I Get to Phoenix                                    | - Can’t Take My Eyes Off You – Frankie Valli - Child of Clay – Jimmie Rodgers - San Francisco (Be Sure to Wear Flowers in Your Hair) – Scott McKenzie - Yesterday – Ray Charles |                          |
| 1968 | Best Contemporary Group Performance (Vocal or Instrumental)         |                                                                 |                                                                 | |                          |
| 1968 | The 5th Dimension                                                   | Vereinigte Staaten                                              | Up, Up and Away                                                 | - A Whiter Shade of Pale – Procol Harum - I’m a Believer – The Monkees - Sgt. Pepper's Lonely Hearts Club Band – The Beatles - The Letter – The Box Tops - Windy – The Association |                          |
| 1968 | Best Contemporary Single                                            |                                                                 |                                                                 | |                          |
| 1968 | The 5th Dimension                                                   | Vereinigte Staaten                                              | Up, Up and Away                                                 | - By the Time I Get to Phoenix – Glen Campbell - Don’t Sleep in the Subway – Petula Clark - Ode to Billie Joe – Bobbie Gentry - Yesterday – Ray Charles |                          |
| 1968 | Best Contemporary Album                                             |                                                                 |                                                                 | |                          |
| 1968 | The Beatles und George Martin (Produzent)                           | Vereinigtes Königreich                                          | Sgt. Pepper’s Lonely Hearts Club Band                           | - Insight Out – The Association (Künstler) und Bones Howe (Produzent) - It Must Be Him – Vikki Carr (Künstler) und Tommy Oliver, Dave Pell (Produzenten) - Ode to Billie Joe – Bobbie Gentry (Künstler) und Kelly Gordon (Produzent) - Up, Up and Away – The 5th Dimension (Künstler) und Marc Gordon, Willie Hutch, Johnny Rivers, Rob Santos (Produzenten) |                          |
| 1967 | Best Contemporary (R&R) Solo Vocal Performance - Male or Female     | Best Contemporary (R&R) Solo Vocal Performance - Male or Female | Best Contemporary (R&R) Solo Vocal Performance - Male or Female | Best Contemporary (R&R) Solo Vocal Performance - Male or Female |                          |
| 1967 | The Beatles                                                         | Vereinigtes Königreich                                          | Eleanor Rigby                                                   | - Born a Woman – Sandy Posey - If I Were a Carpenter – Bobby Darin - These Boots Are Made for Walkin’ – Nancy Sinatra - You Don’t Have to Say You Love Me – Dusty Springfield |                          |
| 1967 | Best Contemporary (R&R) Group Performance - Vocal or Instrumental   |                                                                 |                                                                 | |                          |
| 1967 | The Mamas & the Papas                                               | Vereinigte Staaten                                              | Monday, Monday                                                  | - Cherish – The Association - Good Vibrations – The Beach Boys - Guantanamera – The Sandpipers - Last Train to Clarksville – The Monkees |                          |
| 1967 | Best Contemporary (R&R) Recording                                   |                                                                 |                                                                 | |                          |
| 1967 | The New Vaudeville Band                                             | Vereinigtes Königreich                                          | Winchester Cathedral                                            | - Monday, Monday – The Mamas & the Papas - Eleanor Rigby – Paul McCartney - Cherish – The Association - Good Vibrations – The Beach Boys - Last Train to Clarksville – The Monkees |                          |
| 1966 | Best Contemporary (R&R) Vocal Performance – Female                  | Best Contemporary (R&R) Vocal Performance – Female              | Best Contemporary (R&R) Vocal Performance – Female              | Best Contemporary (R&R) Vocal Performance – Female |                          |
| 1966 | Petula Clark                                                        | Vereinigtes Königreich                                          | I Know a Place                                                  | - Baby I’m Yours – Barbara Lewis - Rescue Me – Fontella Bass - Sunshine, Lollipops and Rainbows – Lesley Gore - What the World Needs Now Is Love – Jackie DeShannon |                          |
| 1966 | Best Contemporary (R&R) Vocal Performance – Male                    |                                                                 |                                                                 | |                          |
| 1966 | Roger Miller                                                        | Vereinigte Staaten                                              | King of the Road                                                | - 1-2-3 – Len Barry - Heartaches by the Number – Johnny Tillotson - What’s New Pussycat? – Tom Jones - Yesterday – Paul McCartney |                          |
| 1966 | Best Contemporary (R&R) Performance – Group (Vocal or Instrumental) |                                                                 |                                                                 | |                          |
| 1966 | The Statler Brothers                                                | Vereinigte Staaten                                              | Flowers on the Wall                                             | - Help! – The Beatles - Mrs. Brown, You’ve Got a Lovely Daughter – Herman’s Hermits - Stop! In the Name of Love – The Supremes - Wooly Bully – Sam the Sham and the Pharaohs |                          |
| 1966 | Best Contemporary (Rock and Roll) Single                            |                                                                 |                                                                 | |                          |
| 1966 | Roger Miller                                                        | Vereinigte Staaten                                              | King of the Road                                                | - Baby the Rain Must Fall – Glenn Yarbrough - It’s Not Unusual – Tom Jones - What the World Needs Now Is Love – Jackie DeShannon - Yesterday – Paul McCartney |                          |